# 2019-es európai parlamenti választás Németországban
A 2019-es európai parlamenti (EP) választásra Németországban május 26-án került sor. Ez volt a kilencedik EP-választás az ország történetében. Németország 96 képviselőt küldhet az Európai Parlamentbe. Ez a maximális szám, amit a lisszaboni szerződés egy ország számára lehetővé tesz.

## Választások ideje
Az európai választások időpontját szabályzó előírások szerint öt évente az Unió összes országában egy hétvégén kell, csütörtök és vasárnap közötti időben, lebonyolítani. A német hagyományok szerint a választásokat vasárnap tartják így lett a németországi választás időpontja május 26-a.
Az európai választásokkal egy időben Németország legtöbb tartományában további választásokra is sor kerül. Brémában tartományi választást, Hamburgban,  Baden-Württembergben,  Mecklenburg-Elő-Pomerániában, Rajna-vidék-Pfalzban, Szászországban,  Szász-Anhaltban, Türingiában és Saar-vidéken önkormányzati választások lesznek ezen a napon.

## Választási szabályok
A választásokra az európai szabályoknak megfelelően arányos képviseleti rendszerben (listás választás) kerül sor. Minden választáson résztvevő párt a rá leadott szavazatok arányában szerez mandátumokat. A töredékszavazatok elosztása Sainte-Laguë módszerrel történik.  A pártok általában országos listákat állítanak, de lehetőség van tartományi listák állítására is ahogy ezt hagyományosan a CSU és a CDU teszi. A listák zártak, szigorúan az előre megadott sorrend szerint kapják meg mandátumaikat a listákon szereplő politikusok.
Az Unió ajánlása szerint minimálisan 2%-os parlamenti küszöbnek kellene lennie. Az ehhez szükséges törvénymódosítás a német parlamentben nem kapta meg a 2/3-os többséget, így formális parlamenti küszöb nincs. A parlamenti helyek számát figyelembe véve létezik egy de-facto bejutási küszöb ez a szavazatok 0,5 %-a. Amelyik lista a félszázalékot eléri már küld egy képviselőt az európai parlamentbe.

## Listaállítás
Az európai parlamenti választáson történő listaállításhoz a választást megelőző 83. napig kellett
az országos listát állítani kívánó pártoknak és más szervezeteknek szövetségi szinten minimálisan 4000 és minden tartományban további 2000 ajánlást bemutatnia.
A szavazólapon a pártok minden tartományban az előző 2014-es európai parlamenti választáson elért eredményük szerinti sorrendben kerülnek feltüntetésre. Ezért a 2014-es eredményeknek megfelelően az első 18 helyen tartományonként eltérő a szavazólapon a pártok sorrendje. A 19. helytől a pártok ábécé sorrendben kerülnek fel a szavazólapokra.
A 2019-es európai parlamenti választáson Németországban 41 politikai szervezet állított szövetségi listát. A CDU nem állított tartományi listát Bajorországban, a CSU csak Bajorországban állított tartományi listát és a két párt közös szövetségi listával vesz részt a választásokon. 